# Marian Simion
Marian Simion (n. 14 septembrie 1975, București, România) este un pugilist român.
A câștigat medalia de  bronz la Atlanta 1996 și ceea de argint la Sydney 2000.
În 20 decembrie 1999, Simion a fost invitatul de onoare la „Dineul Mileniului” dat de Regele Mihai, fostul suveran al României, la vila Lac 1 din București. La dineu au mai participat și eseistul Horia Roman Patapievici, doctorul Șerban Brădișteanu, campionul mondial la box Crinu Olteanu și campionul Ivan Patzaichin.
În 2000 i-a fost conferit Ordinul Național „Serviciul Credincios” în grad de cavaler.
Este fratele lui Dorel Simion, și el tot pugilist.